# Бойчицы
Бойчицы — деревня в Рыбновском районе Рязанской области. Входит в Пионерское сельское поселение.

## География
Находится в западной части Рязанской области на расстоянии приблизительно 37 км на запад-юго-запад по прямой от железнодорожного вокзала в городе Рыбное.

## История
На карте 1850 года показана как Бачицы с 13 дворами. В 1859 году здесь (тогда сельцо Байчицы Михайловского уезда Рязанской губернии) было учтено 15 дворов, в 1897 — 32.

## Население
Численность населения: 202 человека (1859 год), 321 (1897), 1 в 2002 году (русские 100 %), 8 в 2010.